# کوسیاکینو
کوسیاکینو (به لاتین: Kosyakino) یک منطقهٔ مسکونی در روسیه است که در شهرستان کیزلیارسکی واقع شده‌است.